# Deflemmatore
Il deflemmatore è un sistema di raffreddamento usato nei processi di distillazione. Il deflemmatore viene posto sulla sommità del distillatore dove condensa parzialmente i vapori in uscita dalla testa di distillazione dalla quale si ottiene, sfruttando le differenti temperature di ebollizione dei diversi composti, un gas più ricco del componente più volatile.